# Vale de Rapa
Vale de Rapa (em sueco: Rapadalen; em lapão: Ráhpavágge) é o maior vale do Parque Nacional de Sarek, Suécia. Tem uma extensão de 35 quilômetros e faz parte da Área da Lapónia. É atravessado pelo rio Rapaätno (Ráhpaädno, Rapaälven), e cercado por altas montanhas. É conhecido pela sua rica vegetação e fauna. Anualmente, é o ponto de encontro de muitos alces, antes de estes se dirigirem às numerosas florestas da região.

## Imagens do Vale de Rapa

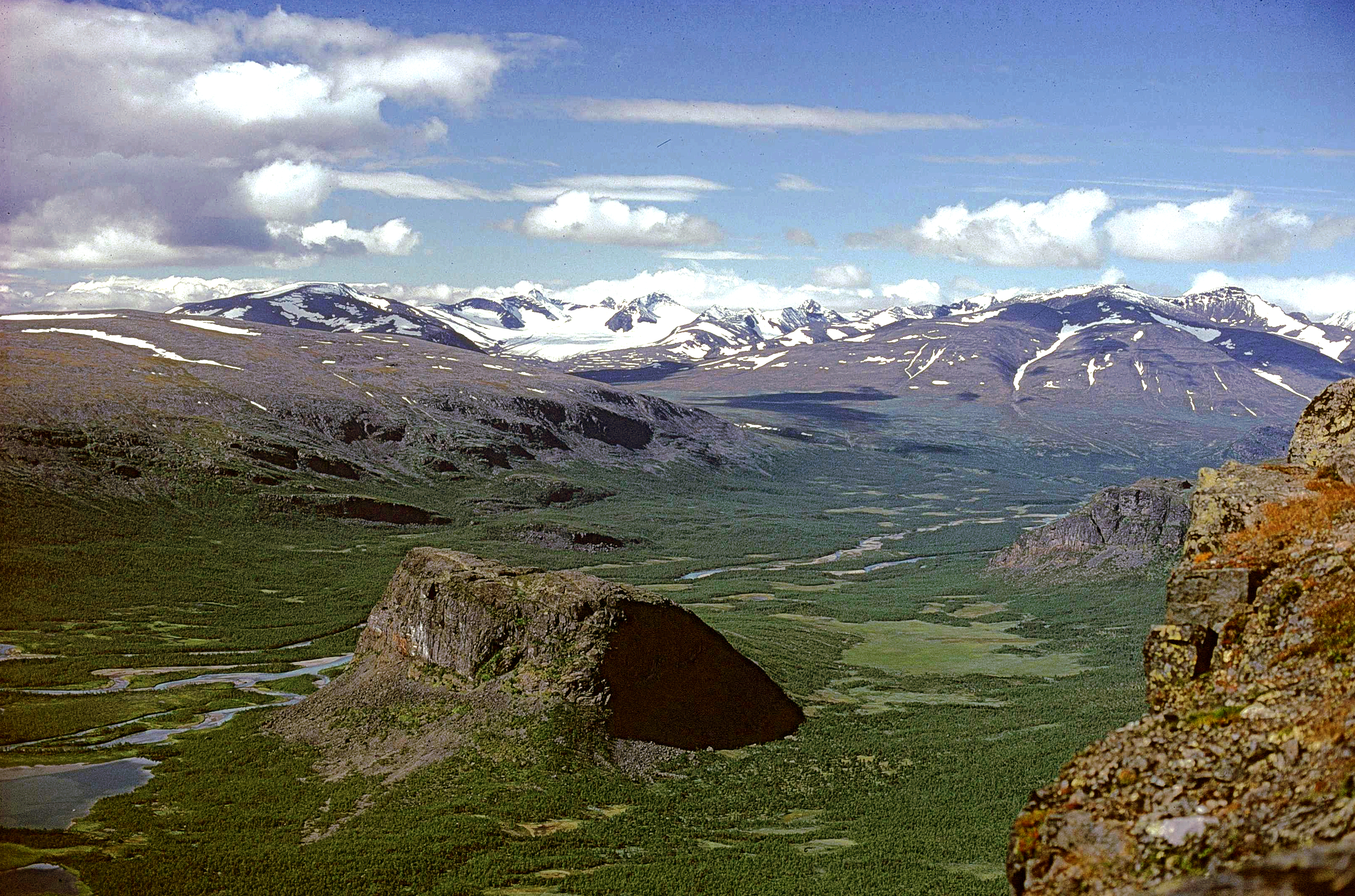
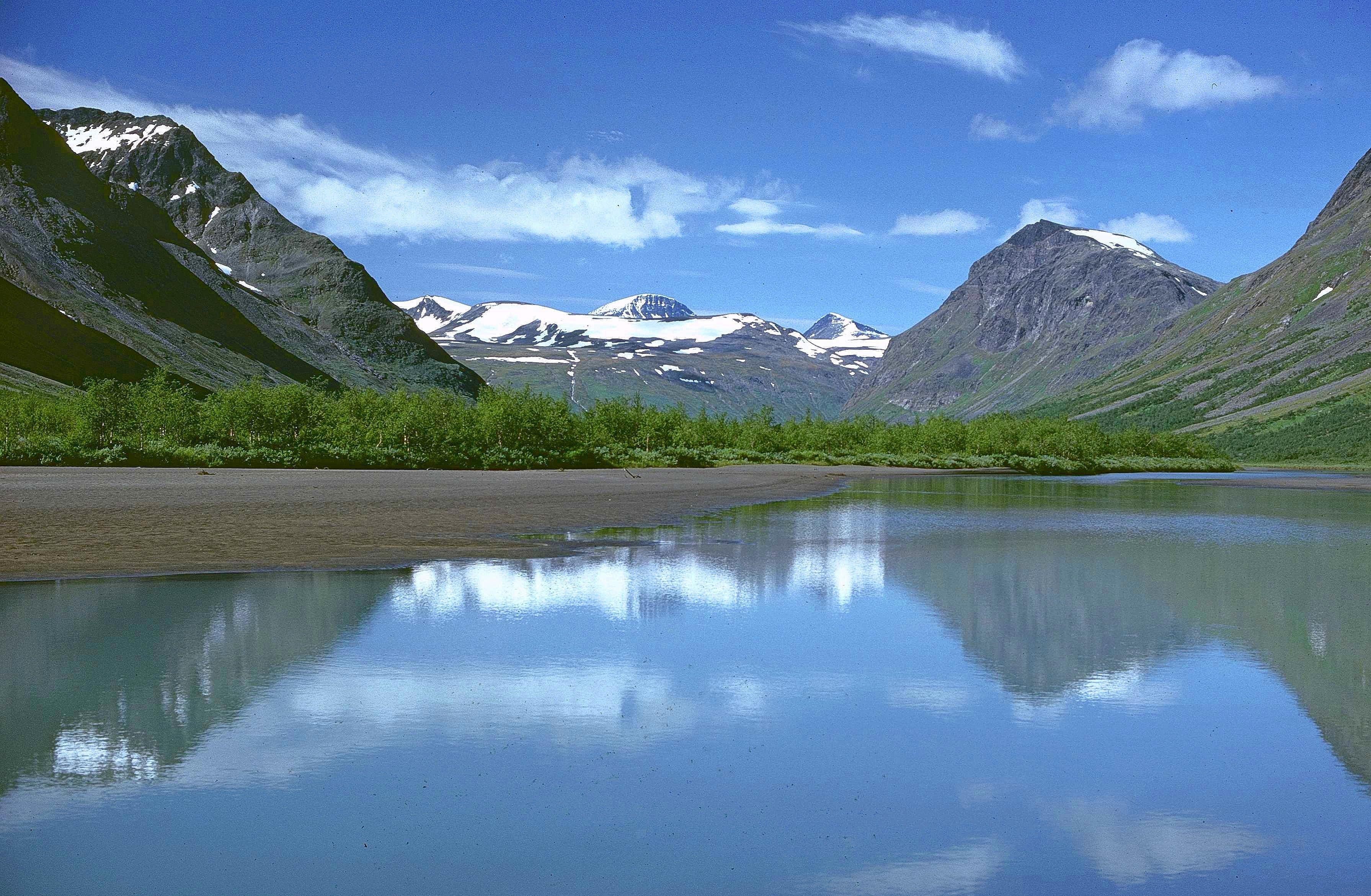
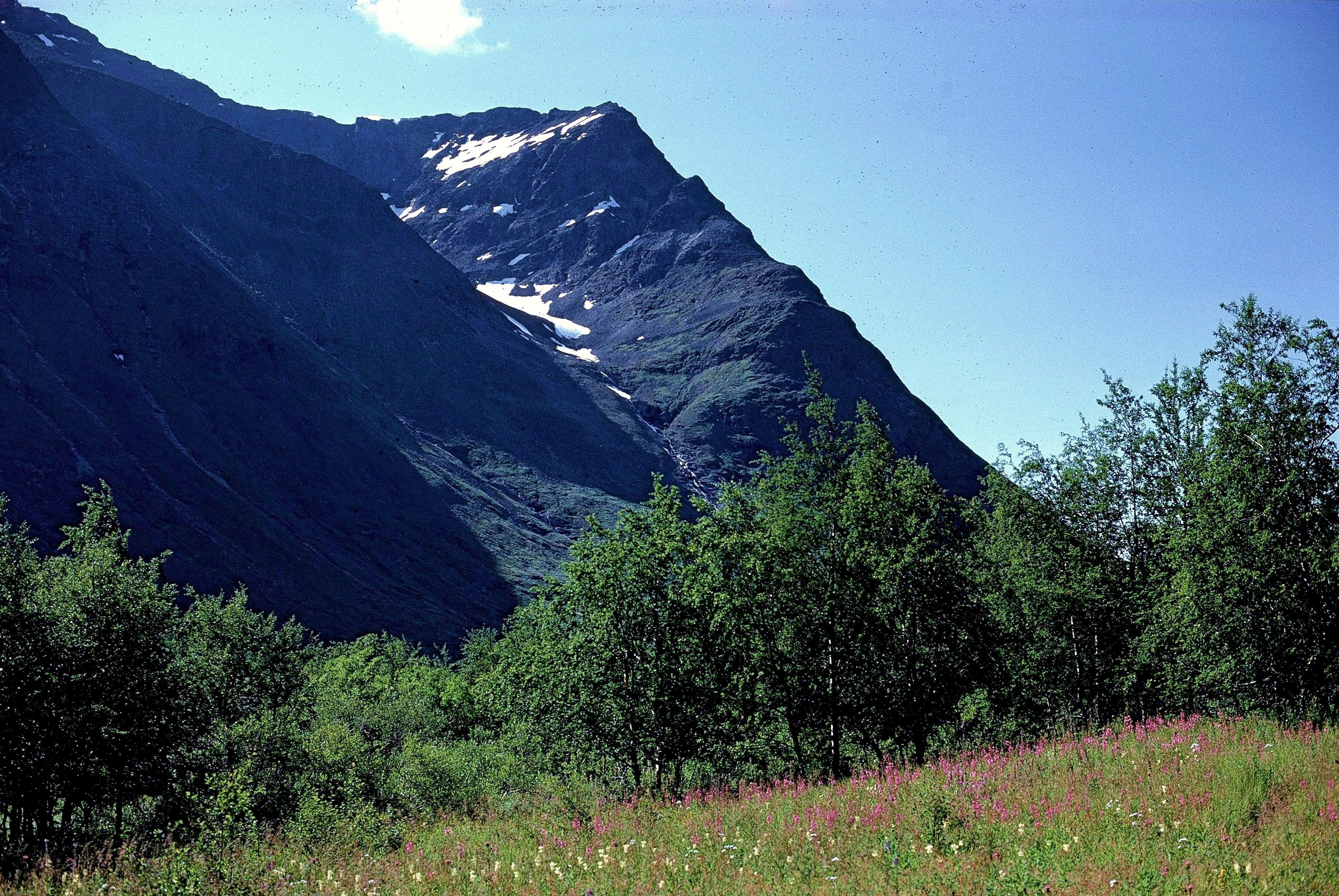